# Ntoum

Ntoum é a segunda maior cidade da província de Estuaire e a capital do departamento de Komo-Mondah, no Gabão. No último censo realizado em 1993 possuía 6.219 habitantes.